# Parque nacional Río Viejo-San Camilo
Parque nacional Río Viejo o Parque nacional Río Viejo San Camilo es un parque nacional de Venezuela. Específicamente su territorio hace parte del estado de Apure cerca de la frontera con Colombia. Posee una superficie estimada en unas 80.000 hectáreas, que constituyen parque nacional desde el 1 de julio de 1993.
Su vegetación está constituida básicamente por sabanas que incluyen árboles como el samán, la ceiba, el apamate y la palma macanilla. Su altura varía en un rango que va desde los 34 y 225 metros sobre el nivel del mar. Debido a la existencia de numerosos ríos hay una fauna variada que incluye desde tortugas, hasta garzas y loros.